# 잭 모턴과 언더월드
《잭 모턴과 언더월드》(영어: The Order)는 넷플릭스에서 2019년 3월부터 2020년 6월 18일까지 방영된 미국의 공포 드라마이다.

## 출연진

### 주연
- 제이크 맨리 - 잭 모턴 역
- 세라 그레이 - 얼리사 드레이크 역
- 맷 프루어 - 피트 모턴 역
- 맥스 마티니 - 에드워드 코번트리 역
- 루리자 트롱코 - 개브리엘 듀프레이 역
- 애덤 디마코 - 랜들 카피오 역
- 토머스 엘름스 - 해미시 듀크 역

### 조연
- 데버리 제이컵스 - 릴리스 배소리 역
- 캐서린 이저벨 - 베라 스톤 역
- 안드레스 코얀테스 - 디에고 누녜스 역
- 맷 비서 - 웨스턴 밀러 역
- 아자이 프리즈 - 아미르 역
- 파부르 오누카 - 드레아 안토누치 역
- 제디다이아 굿에이커 - 카일 역
- 숀 데너 - 조너스 역
- 케일라 헬러 - 셀리나 듀로이 역
- 주얼 스테이트 - 르네 마랑 역
- 에런 헤일 - 브랜던 커루더스 역
- 크리스천 마이클 쿠퍼 - 매덕스 코번트리 역
- 타이 우드 - 그레고리 크레인 역
- 딜런 플레이페어 - 클레이턴 터너 역
- 프랑수아즈 입 - 엘리자베스 케플러 역
- 조슬린 휴던 - 루비 스피어스 역
- 샘 트래멀 - 에릭 클라크 역

### 단역
- 드루 레이 태너 - 토드 셔트너 역
- 히로 가나가와 - 하야시 형사 역
- 이언 트레이시 - 저건 소여 역
- 조델 펄랜드 - 제키아 역

## 에피소드 목록

### 시즌 1
시즌 1의 모든 에피소드는 2019년 3월 17일에 공개되었다.
| 회차 | 제목                                           | 감독            | 각본              | 분량 |
| ---- | ---------------------------------------------- | --------------- | ----------------- | ---- |
| 1    | "지옥의 신고식" "Hell Week, Part 1"            | 데이비드 본앵컨 | 데니스 히턴       | 51분 |
| 2    | "지옥의 신고식" "Hell Week, Part 2"            | 데이비드 본앵컨 | 셸리 에릭슨       | 46분 |
| 3    | "윤리학 입문" "Introduction To Ethics, Part 1" | 크리스틴 리먼   | 레이철 랭어       | 49분 |
| 4    | "윤리학 입문" "Introduction To Ethics, Part 2" | 크리스틴 리먼   | 제시카 하퍼       | 42분 |
| 5    | "동창회" "Homecoming, Part 1"                  | 레슬리 호프     | 제이슨 필리아트로 | 48분 |
| 6    | "동창회" "Homecoming, Part 2"                  | 레슬리 호프     | 페니 E. 거머슨    | 45분 |
| 7    | "허락되지 않은 것들" "Undeclared, Part 1"      | 레이철 라이터먼 | 제시카 하퍼       | 47분 |
| 8    | "허락되지 않은 것들" "Undeclared, Part 2"      | 레이철 라이터먼 | 레이철 랭어       | 45분 |
| 9    | "마지막 제물" "Finals, Part 1"                 | 마티아스 헤른들 | 셸리 에릭슨       | 49분 |
| 10   | "마지막 제물" "Finals, Part 2"                 | 마티아스 헤른들 | 데니스 히턴       | 50분 |

### 시즌 2
시즌 2의 모든 에피소드는 2020년 6월 18일에 공개되었다.
| 회차 | 제목                                    | 감독            | 각본                     | 분량 |
| ---- | --------------------------------------- | --------------- | ------------------------ | ---- |
| 1    | "불안정 원소" "Free Radicals, Part 1"   | 레슬리 호프     | 데니스 히턴              | 47분 |
| 2    | "불안정 원소" "Free Radicals, Part 2"   | 레슬리 호프     | 데니스 히턴              | 48분 |
| 3    | "두려움 그 자체" "Fear Itself, Part 1"  | 마티아스 헤른들 | 셸리 에릭슨              | 44분 |
| 4    | "두려움 그 자체" "Fear Itself, Part 2"  | 마티아스 헤른들 | 셸리 에릭슨              | 45분 |
| 5    | "코먼스" "The Commons, Part 1"          | 머리타 그래비액 | 제이슨 필리아트로        | 46분 |
| 6    | "코먼스" "The Commons, Part 2"          | 머리타 그래비액 | 페니 E. 거머슨           | 46분 |
| 7    | "기생충" "Spring Outbreak, Part 1"      | 마크 차우       | 고먼 리                  | 51분 |
| 8    | "기생충" "Spring Outbreak, Part 2"      | 데이비드 본앵컨 | 캣 시니억, 레이철 랭어   | 51분 |
| 9    | "새로운 세상" "New World Order, Part 1" | 크리스틴 리먼   | 제이슨 필리아트로        | 49분 |
| 10   | "새로운 세상" "New World Order, Part 2" | 크리스틴 리먼   | 데니스 히턴, 셸리 에릭슨 | 49분 |